# سد لودیلا
سد لودیلا (به لاتین: Ludila Dam) یک سد و نیروگاه برقابی در چین است.
ایستگاه برق آبی لودیلا در رودخانه جینشا بین لودیلا، کمیته روستای مایچالا، شهر لودیلا، شهرستان یونگ‌شنگ، شهر لیجیانگ، استان یوننان، چین، و میدو، کمیته روستای تانگگودی، شهرستان ژونگ‌یینگ لیسو و یی، شهرستان بینچوان، ناحیه دالی واقع شده است. برنامه‌ریزی نیروگاه برق آبی در سال ۲۰۰۶ آغاز شد و رودخانه در ژانویه ۲۰۰۹ قطع شد. در ژوئیه ۲۰۱۳ به شبکه متصل شد و وارد عملیات تجاری شد. سد نیروگاه یک سد ثقلی بتنی غلتکی با ارتفاع تاج ۱۲۲۸ متر، طول تاج ۶۲۲ متر و حداکثر ارتفاع سد ۱۴۰ متر است. ظرفیت نصب شده نیروگاه ۲٫۱۶ میلیون کیلووات و تولید برق سالانه ۹٫۹۵۷ میلیارد کیلووات ساعت است. سطح ذخیره آب معمولی مخزن نیروگاه ۱۲۲۳ متر با طول کل حدود ۹۹ کیلومتر و ظرفیت کل ذخیره‌سازی ۱٫۷۱۸ میلیارد متر مکعب است. ایستگاه برق آبی لودیلا یک پروژه شاخص و منبع انرژی کلیدی برای چین برای اجرای استراتژی توسعه غرب و استراتژی انتقال برق از غرب به شرق است. همچنین اجرای استراتژی «دو نقطه قوت و یک قلعه» و پرورش صنعت ستون برق سبز، یک پروژه کلیدی برای استان یوننان است. با این حال، پروژه تا فوریه ۲۰۱۲ برای ساخت مورد تأیید قرار نگرفت.
پس از بسته شدن نیروگاه برای ذخیره آب در سال ۲۰۱۳، یکی از دروازه‌های سد دچار مشکل شد و توسط آب شسته شد و خسارت قابل توجهی به بار آورد.